# Miguel Báez Spínola "El Litri"
Miguel Báez Spínola «el Litri» (Madrid, 8 de septiembre de 1968) es un torero español, criado y afincado en Huelva.

## Biografía
Tomó la alternativa en Nimes, Francia el 26 de septiembre de 1987, siendo padrino su padre Miguel Báez el Litri —que solo reapareció para esta ceremonia— y testigos: Rafi Camino —que también tomaba la alternativa— y Paco Camino —padre del anterior—. El toro de la ceremonia se llamaba Albariza de Jandilla. Esa tarde cortó una oreja.
Confirma en Las Ventas el 16 de mayo de 1991, por José Mari Manzanares y Ortega Cano, con el toro: Bauticito de Garzón. Fue novillero de moda junto con Rafi Camino.
Se casó el 16 de junio de 2004, con Carolina Adriana Herrera —hija de la diseñadora de moda Carolina Herrera—. Se divorciaron. El 14 de mayo de 2022 se volvió a casar civilmente con Casilda Ybarra de Fontcuberta. 
No tenía un toreo exquisito, y estaba limitado en técnica, pero con tesón, constancia y siempre daba la cara. En 1993, toreó en España 89 corridas, quedando tercero del escalafón. En 1994 toreó 114 corridas, quedando tercero del escalafón. En 1995 toreó 132 corridas, quedando segundo del escalafón. El año de su retirada en 1999 toreó en España 65 corridas.
Fue apoderado por José Luis Marca y por la casa Balañá. 
Pese a haber anunciado su retirada en 1999, al menos hasta 2006 sigue actuando en corridas benéficas.